# فردریک دوم یوجین
فردریک دوم یوجین (انگلیسی: Frederick II Eugene, Duke of Württemberg; ۲۱ ژانویهٔ ۱۷۳۲ – ۲۳ دسامبر ۱۷۹۷) دوک وورتمبرگ و اهل آلمان بود.او در جنگ های هفت ساله شرکت کرد و پس از آن در اقامتگاه خانواده‌اش ، شهرستان مونتبلیارد اقامت گزید او قلعه  هوچبرگ را در سال 1779 خریداری کرد ، اما مجدداً آن را در سال 1791 به برادرش فروخت